# Михна (Иордания)
Михна (араб. محنا‎) — деревня на северо-западе Иордании, расположенная на территории мухафазы Аджлун. Входит в состав района Аджлун.

## Географическое положение
Деревня находится в западной части мухафазы, в гористой местности, к востоку от реки Иордан, на расстоянии приблизительно 36 километров (по прямой) к северо-западу от столицы страны Аммана. Абсолютная высота — 1020 метров над уровнем моря.

## Население
По данным официальной переписи 2015 года численность население составляла 956 человек (499 мужчин и 457 женщин). В деревне насчитывалось 195 домохозяйств.
Динамика численности населения Михны по годам:
| 1994 | 2015 |
| ---- | ---- |
| 845  | 956  |

## Транспорт
Ближайший аэропорт расположен в городе Амман.